# Заслужений працівник культури України
Заслужений працівник культури України  — державна нагорода України — почесне звання України, яке надається Президентом України відповідно до Закону України «Про державні нагороди України». Згідно з Положенням про почесні звання України від 29 червня 2001 року, це звання присвоюється:
|  | працівникам культурно-освітніх закладів, театрально-концертних і циркових організацій, редакцій, видавництв, підприємств поліграфії, кінофікації, архівів, охорони пам'яток історії та культури, туристично-екскурсійних установ і організацій, активістам культурологічних громадських організацій і товариств, учасникам професійних та аматорських художніх колективів, іншим працівникам культури за вагомий внесок у розвиток духовної культури, популяризацію у світі культурно-мистецької спадщини України |

Особи, яких представляють до присвоєння почесного звання «Заслужений працівник культури України», повинні мати вищу або професійно-технічну освіту.